# Berberis brevissima
Berberis brevissima är en berberisväxtart som beskrevs av S.M.H. Jafri. Berberis brevissima ingår i släktet berberisar, och familjen berberisväxter. Inga underarter finns listade i Catalogue of Life.